# Лисконоги
Лисконоги (укр. Лисконоги) — село в Валковской городской общине Богодуховского района Харьковской области Украины.
Код КОАТУУ — 6321284508. Население по переписи 2001 г. составляет 38 (13/25 м/ж) человек.

## Географическое положение
Село Лисконоги находится в урочище Костина Гора, на расстоянии в 1 км расположены сёла Минковка, Козаченковка и Зайцевка.

## История
- 1820 — дата основания.